# Attilio Panizza
Attilio Panizza (Milano, 7 aprile 1858 – Londra, 15 aprile 1919) è stato uno scultore e anarchico italiano, noto per aver composto la canzone Inno dei malfattori nel 1892.

## Biografia
Nato a Milano nel 1858 da Giovanni e Lorenza Lambruni. Sposato con Angela Panizza e padre di una figlia. Marmista e scultore.
Ventiduenne, partecipa a Chiasso al III Congresso della FAIAIL (1880), che gli affida la responsabilità della sezione propaganda della Federazione stessa. Consumatasi questa esperienza, partecipa alla vita del Partito Operaio Italiano sino a che, nel 1888, esauritosi anche l'esperimento unitario del Circolo socialista milanese, è fra i promotori della nascita del locale Circolo comunista anarchico.
Segnalato come uno dei maggiori esponenti del gruppo “Avanguardia”, nel maggio-giugno del 1889 viene processato insieme ad altri anarchici per associazione di malfattori. 
Divenuto in seguito uno dei principali animatori del gruppo anarchico di Lugano, città che aveva preso a frequentare già dalla metà degli anni '80, è tra gli organizzatori del Congresso di Capolago del gennaio 1891, sottoscrive il Manifesto astensionista di Malatesta, (gennaio 1891) dove risulta pure delegato del gruppo di Lugano accanto a Pacini, Mario Paoletti, Amilcare Cipriani. Il 21-22 luglio 1891 viene chiamato come teste al processo nei confronti di Malatesta (a Lugano). È tra i promotori del circolo Humanitas fondato a Lugano nel 1891.
In stretti rapporti con Pietro Gori, pubblica ne L'Amico del popolo del 23 gennaio 1892 "El danee di alter", una poesia in milanese in cui esalta la fede nell'anarchismo, mentre nel n° unico L'Amico del popolo del 29 maggio appare il suo Canto dei malfattori (attribuito da Carlo Frigerio nel suo opuscolo "Il Canzoniere dei ribelli" del 1899).
Nel 1893 si trasferisce a Lucerna, dove è addetto ai lavori statuari dell'Accademia e proprio per la sua attività riesce a ottenere la revoca di un primo decreto di espulsione per reato di propaganda anarchica. Partecipa in rappresentanza degli anarchici italiani con Cipriani e Luigi Molinari al Congresso socialista internazionale di Zurigo nell'agosto 1893, da cui verrà espulso con Landauer ed altri.
Espulso dalla Francia preventivamente il 23.7.1894.
Tornato agli inizi 1896 a Lugano, l'anno successivo è nuovamente a Lucerna. “Il fatto è che Panizza, intelligente ed attivo com'è, è riuscito colla sua propaganda a popolarizzare le idee socialiste anarchiche tra questi lavoratori, che del socialismo in genere e dell'anarchia in particolare avevano idee confuse ed erronee” (Da lettere e cartoline, L'Agitazione 30.7.1897). Particolarmente impegnato contro “l'infame progetto di legge sul domicilio coatto”, viene eletto nella Commissione incaricata di promuovere l'agitazione tra gli italiani residenti in Svizzera.
Non riesce più ad evitare l'espulsione, che gli viene reiterata anche nel 1898. Consegnato a Chiasso alle autorità italiane in ottobre, viene inviato al domicilio coatto a Lampedusa per tre anni, dal quale è prosciolto con la condizionale nella primavera del 1899. Ottenuta la libertà tenta di rientrare in Canton Ticino, ma viene arrestato e nuovamente espulso.
Dopo una breve permanenza a Milano, espatria alla volta di Londra nel luglio dello stesso anno. Nella capitale inglese, dove risiede sino alla morte, a parte brevi ritorni in patria, è tra i promotori nel 1902 de La Rivoluzione sociale. Già l'anno dopo, però, sembra essersi allontanato dall'attività politica.